# رامون غونزاليس فالنسيا
رامون غونزاليس فالنسيا هو سياسي كولومبي، ولد في 24 مايو 1851 في Chitagá ‏ في كولومبيا، وتوفي في 3 أكتوبر 1928 في بامبلونا ‏ في كولومبيا. نشط حزبياً في حزب المحافظين الكولومبي.